# Ashley Williams (futbolista liberiano)
Ashley Williams (Condado de Montserrado, 30 de octubre de 2000) es un futbolista liberiano que juega de portero en el LISCR de la Primera División de Liberia.

## Trayectoria
Williams comenzó su carrera deportiva en el LISCR FC, de su país, en el año 2017. 
En 2020 llegó cedido a la R. B. Linense de la Segunda División B de España, y el 21 de julio de 2021 se confirmó que su cesión en el Linense se alargaba un año más.

## Selección nacional
Es internacional con la selección de fútbol de Liberia, con la que debutó el 16 de octubre de 2018 en un partido de clasificación para la Copa Africana de Naciones de 2019.

## Clubes
| Club                   | País    | Año       |
| ---------------------- | ------- | --------- |
| LISCR FC               | Liberia | 2017-act. |
| R. B. Linense (cedido) | España  | 2020-2021 |

## Palmarés

### Títulos nacionales
| Título                      | Club     | País    | Año  |
| --------------------------- | -------- | ------- | ---- |
| Primera División de Liberia | LISCR FC | Liberia | 2017 |
| Copa de Liberia             | LISCR FC | Liberia | 2017 |